# 216261 Mapihsia
216261 Mapihsia este un asteroid din centura principală de asteroizi.

## Descriere
216261 Mapihsia este un asteroid din centura principală de asteroizi. A fost descoperit pe 16 noiembrie 2006 la Observatorul Lulin de Chang, M.-T., Ye, Q.-z.. Asteroidul prezintă o orbită caracterizată de o semiaxă mare de 2,97 ua, o excentricitate de 0,24 și o înclinație de 6,3° în raport cu ecliptica.